# Jagir
Ein Jagir war im Indien der Mogul- und Kolonialzeit eine Art von Belehnung von Land in Form einer Domäne (engl. estate). Im Gegenzug hatte der Vasall (jagirdar) gewisse Gegenleistungen, entweder in Form von Steuerzahlungen oder Heerfolge zu erbringen. Art und Umfang der Leistungen und Verpflichtungen der Jagirdari waren individuell und regional unterschiedlich. Die Einwohner von belehnten Gebieten waren im 19. Jh. im Allgemeinen noch ärmer und rückständiger als andere Bauern Indiens. Sämtliche Jagirs und ihre Privilegien wurden bald nach der Unabhängigkeit Indiens aufgehoben.

## Etymologie
Der Begriff kommt aus dem Persischen jāgīr (جاگير, DMG ǧā-gīr), mit den Wurzeln jā- „Ort“ und gīr von giriftan „nehmen, in Besitz nehmen.“ Als alternative Umschriften kommt auch jaghir oder jageer vor. Das Wort als solches findet sich seit der Zeit Akbars (reg. 1556–1605). Vorher hießen Belehnungen für Heerfolge yetul oder iqtā‘, letzteres ein arabisches Synonym.

## Entwicklung
Das System der Belehnung mit Jagir hatte seinen Ursprung in der zentral-asiatischen Heimat der muslimischen Eroberer, die es nach der Besitznahme des nördlichen Indiens modifizierten. Theoretisch gehörte alles Land dem Herrscher, der es vergab. Das Recht der Steuererhebung für Kronland (khāliṣa) lag beim Diwan, daher auch Diwani-Land genannt. Der Rang eines Noblen richtete sich nach der Zahl der Berittenen, die er zu stellen hatte. Der Mogul bezahlte seine Gefolgsleute und Heerführer normalerweise nicht in bar, sondern verlieh ihnen ein Stück Land, aus dessen Steuereinnahmen sie ihren Unterhalt, ihre Pension oder die zu erbringenden Leistungen finanzierten. Erste Belege für diese Regelung finden sich aus der Frühzeit des Delhi-Sultanats unter Shams ud-Din Iltutmish (reg. 1211–1236). Allgemein üblich wurde sie unter seinem Nachfolger Sultan Rukn ud din Firuz. Der Herrscher konnte die Belehnung jederzeit erweitern, ändern oder widerrufen.
Die Gouverneure der Moguln wurden meist alle 3–4 Jahre in ein anderes Jagir versetzt. Die Statthalter konnten damit auch keine lokale Machtbasis aufbauen. Erst später entwickelten sich die Jagirs in erbliche Lehen, deren genaue Bestimmungen bei Übergang durch Sendschreiben (sanad) erneuert wurden. Sie unterscheiden sich von den Zamindari dadurch, dass selbige ursprünglich als reine Steuerpächter eingesetzt wurden. In beiden Fällen maßte man sich im Laufe der Zeit immer mehr herrschaftliche Befugnisse an, die oft in Willkür und steuerlichen Ausbeutung der landbebauenden Bevölkerung ausarteten. Die Jagirdari-Verwaltung griff nicht in die Beziehung zwischen dem Bebauer und Eigentümer des Landes ein, sie stand zwischen dem einzelnen Besitzer und dem Staat, besonders der Steuerbehörde.
Die Einzelheiten sind regional zu unterschiedlich, um sie allgemein abzuhandeln. Nachfolgend deshalb nur einige Beispiele:

### Britisch-Indien
Selbst Robert Clive, 1. Baron Clive ließ sich als Jagirdar des von ihm ins Amt gehobenen Nawab Mir Jafir mit £ 30000 belohnen. Unter Regulation XIX und XXVII von 1793 für Bengalen, erkannten die Briten nur noch solche Jagidaris als erblich an, die dies durch entsprechende Urkunden nachweisen konnten. Alle anderen Titel, so sie bis 1765 verliehen wurden, galten nur für die Lebensdauer des Inhabers.
Im unter direkter britischer Verwaltung stehenden Teil Indiens, mit seiner mehr oder weniger langen Festsetzung von Steuerzahlungen (settlement) ab dem 19. Jahrhundert näherte sich die Stellung der verbliebenen Jagirdari denen der Zamindari an. Die Grundherren waren für die Briten ein wichtiges Instrument der indirekten Verwaltung auf lokaler Ebene. Kleinste „fürstliche“ Grundherrschaften, wie sie etwa in der Kathiawar Agency zahlreich waren, wurden letztendlich vom britischen Kolonialbeamten (Agent) kontrolliert, sie behielten aber oft der Größe oder Bedeutung des Lehens entsprechende – genau abgestufte – Befugnisse als Gerichtsherrn. Beim Herrscher von Chhatarpur (Bundelkhand) handelte es sich ursprünglich um einen Jagir, der erst 1806, als er einen Protektoratsvertrag zeichnete, zum Raja aufstieg.

### Hyderabad
Eine andere Art der Weiterentwicklung erfolgte im Fürstenstaat Hyderabad im Dekkan. Nachdem sich der Vizekönig Asaf Jah I., der kein königliches Blut hatte, zum De-facto-König (Nizam) des Dekkan aufgeschwungen hatte, übernahm er viele Gebräuche des Mogulhofs. Nach dem Sepoy-Aufstand und der Verbannung des letzten Moguln 1858, galt das Land als der Hort der Kultur der persischen, inzwischen meist urdusprachigen, Erobererklasse. Bis zur Mitte des 19. Jahrhunderts war 37 % der Dörfer (6553 auf 66000 km²) als Lehen vergeben. Die erzielten Einnahmen scheinen nicht im Staatshaushalt auf, sondern bereicherten die jeweiligen Familien, besonders da die Verpflichtungen zur Heerfolge immer geringer wurden. Die Rechte über Jagirs, die unter früheren Dynastien verliehen worden waren (samantha), blieben erhalten. Mit den Verleihungen waren Ehrentitel verbunden: 1) Jah für Angehörige der Herrscherfamilie, 2) ul-Mulk, 3) ud-Daula, 4) Jung.
Der größte Jagir war der Herrscher selbst, er kontrollierte etwa 10 % des Landes. Dieser Bereich, im Wesentlichen die Hauptstadt und der umliegende Bezirk, wurde als sarf-i-khass („Privatausgaben“) bezeichnet und war wirtschaftlich am bedeutendsten. Seine Einnahmen daraus lagen 1911 um 10 Mio. HRs. Bis 1947 wurde den 17 bedeutendsten Jagirs die vollkommene Finanz- und Gerichtshoheit zugestanden. Die Paigah-Familie, die sich in drei Stämme teilte, erhielt ihre Ländereien gegen Verpflichtungen zur Heerfolge. Ein wesentlicher Teil des Heeres des Staates und der muslimischen Leibwache des Herrschers (1967, beim Tode vom Asaf Jah VII. noch immer 3000 Mann) wurde aus diesen Gebieten rekrutiert. Die Salar Jung-Linie war der zweitgrößte Grundherr des Landes. Ebenso wie der Zweig von Viqar ul-Umara war man mit dem Herrscherhaus versippt. Sie war vollständig von Steuerzahlungen befreit und unterhielt eine eigenständige Finanzverwaltung, Schulwesen usw. Von den 14 überkommenen Samanthas, waren die fünf größten nicht steuerpflichtig. Ebenso steuerbefreit waren die vier „edelsten Familien“ (Umra-e-Uzzam), außer der Salar Jung-Linie, gehörte dazu z. B. noch die Nachkommenschaft (wie Kishen Pershad) von Chandu Lal, einem ungeheuer korrupten, dem Nizam Asaf Jah III. von den Briten aufgezwungenen Minister. Die meisten anderen Jagirs umfassten nur ein kleines Gebiet, oft mit einer gewissen Leistung verbunden. So wurde dem Unternehmer, der das erste staatsweite Postmonopol in den 1840ern hielt zur Deckung der Kosten ein Jagir verliehen. Gemeinsam ist allen, dass die Bauern auf bewässertes Land den 7–10-fachen Steuersatz (in Naturalien 20–30 maund pro Acre) des auf Staatslandes üblichen abzuliefern hatten.

### Rajputen- und andere Staaten
In den Rajputen-Staaten waren die Jagir, aufgrund der von ihnen kommandierten Truppen, vielfach eine eigene politische Macht, die sich ein Mitspracherecht bei Hofe sichern konnten. Dies galt in besonderem Maße für Alwar und Jaipur. Vielfach konnten sie sich gegenüber den Rajas unabhängig gebärden, wie z. B. in Sirohi oder in Bastar, wo sie im Hintergrund die Fäden bei einigen der Aufstände des 19. Jahrhunderts zogen. Zahlreichen Angehörigen der Marwari-Kaste, die in Rajasthan die Funktion von Bankiers für die Fürsten innehatten konnten Jagirs gewinnen und sich dadurch noch weiter bereichern.
Im Gebiet von Baroda hatten wenige Jagirdars die Kriege des frühen 19. Jahrhunderts überstanden, so dass der Gaekwar uneingeschränkt regieren konnte. Vielen fortschrittlichen Diwans gelang es die politische Macht der Jagirdari als Heerführer einzuschränken, indem sie die Truppen als subsidiary force britischem Kommando unterstellten.

## Aufhebung
Der INC verurteilte erstmals auf seinem Parteitag 1936 die feudalen Strukturen des Landbesitzes, in den Folgejahren radikalisierte man sich immer mehr, entschädigungslose Enteignungen wurden gefordert. Kommissionen 1945 und 1948 empfahlen aber die Rechte gegen Entschädigung abzulösen. Zu einer Zeit als die Großgrundbesitzer Angst vor Enteignung hatten, war die von Vinoba Bhave angestoßene Bhoodan-Bewegung der kostenlosen Landumverteilung erfolgreich.

### Gesetze
Von 1950 bis 1970 erließen sämtliche Bundesstaaten Ausführungsgesetze, die Obergrenzen für (nicht selbst bebauten) Landbesitz vorschrieben. Die Umsetzung der Maßnahmen wurde vielfach verzögert oder umgangen, so dass auch heute häufig die ehemaligen Großgrundbesitzerfamilien die reiche Oberklasse bilden. Derartige mala fide-Übertragungen vor dem 31. Dezember 1969 wurden durch Bundesgesetz unter Indira Gandhi legitimiert.
- Jagir Abolition Regulation 1949 und Hyderabad Tenancy and Agricultural Land Act, 1950. (Unter Eindruck des CPI(M)-Aufstandes in Telangana: Bebauer erhielten, wenn sie seit sechs Jahren ein Stück Land bebauten, dieses als vererbbares Eigentum.)
- Uttar Pradesh Zamindari Abolition and Land Reform Act, 1950. (Alle Rechte der Mittelsmänner gingen zum 1. Juli 1952 an die Regierung über.)
- Rajastan Land Reform and the Resumption of Jagir Act, 1952. (In Kraft 1954. Man zahlte insgesamt 6 Mrd. Rs. Abfindungen, etwa ein Drittel der Grundherren konnten durch Manipulationen ihren Besitz behalten.)
- West Bengal Land Reform Act. In: Kraft 1955.